# Architecture de la ligne 19 du tramway de Bruxelles
Cette page reprend une partie des bâtiments remarquables se trouvant sur le trajet de la ligne 19 du tramway de Bruxelles.

## Historique et développement du tracé
La ligne 19 du tram du réseau bruxellois est une ligne qui relie la station De Wand, située dans une tranchée créée à l’occasion de l’Exposition universelle de 1958, à la station Groot-Bijgaarden. Elle a été mise en service en 1968 et son tracé emprunte notamment la courte section prémétro de Simonis. Elle est, aujourd’hui, l’une des lignes les plus fréquentées du réseau de tramways de Bruxelles et dessert 5 communes : Bruxelles-Ville, Jette, Koekelberg, Berchem-Saint-Agathe et Grand-Bigard (faisant, depuis 1977, administrativement partie de la commune de Dilbeek).
À l’origine, la ligne 19 traversait Bruxelles en reliant Grand-Bigard, qui est, actuellement, toujours son terminus, au terminus de Forest, qui était situé à la place Saint-Denis. La ligne contournait la Basilique de Koekelberg, comme actuellement, par l’avenue du Panthéon et le Parc Elisabeth, tous deux construits dans le cadre des travaux pour le «Plan d’ensemble pour l’extension et l’embellissement de l’agglomération bruxelloise » de Victor Besme. La ligne traversait ensuite la place Simonis, avant de courir jusqu’à Rogier, sous les viaducs Sainctelette, le long du boulevard Léopold II.
Lors de la grande restructuration du réseau du tramways de la STIB de 2006, cette ligne ne subira pas de modifications dans son tracé.

## Architecture autour de la ligne 19 (Groot-Bijgaarden - De Wand)

### Gare de Jette
- 1858[2]
- Gare de Jette, 1090 Jette
- Public
- Gare de station

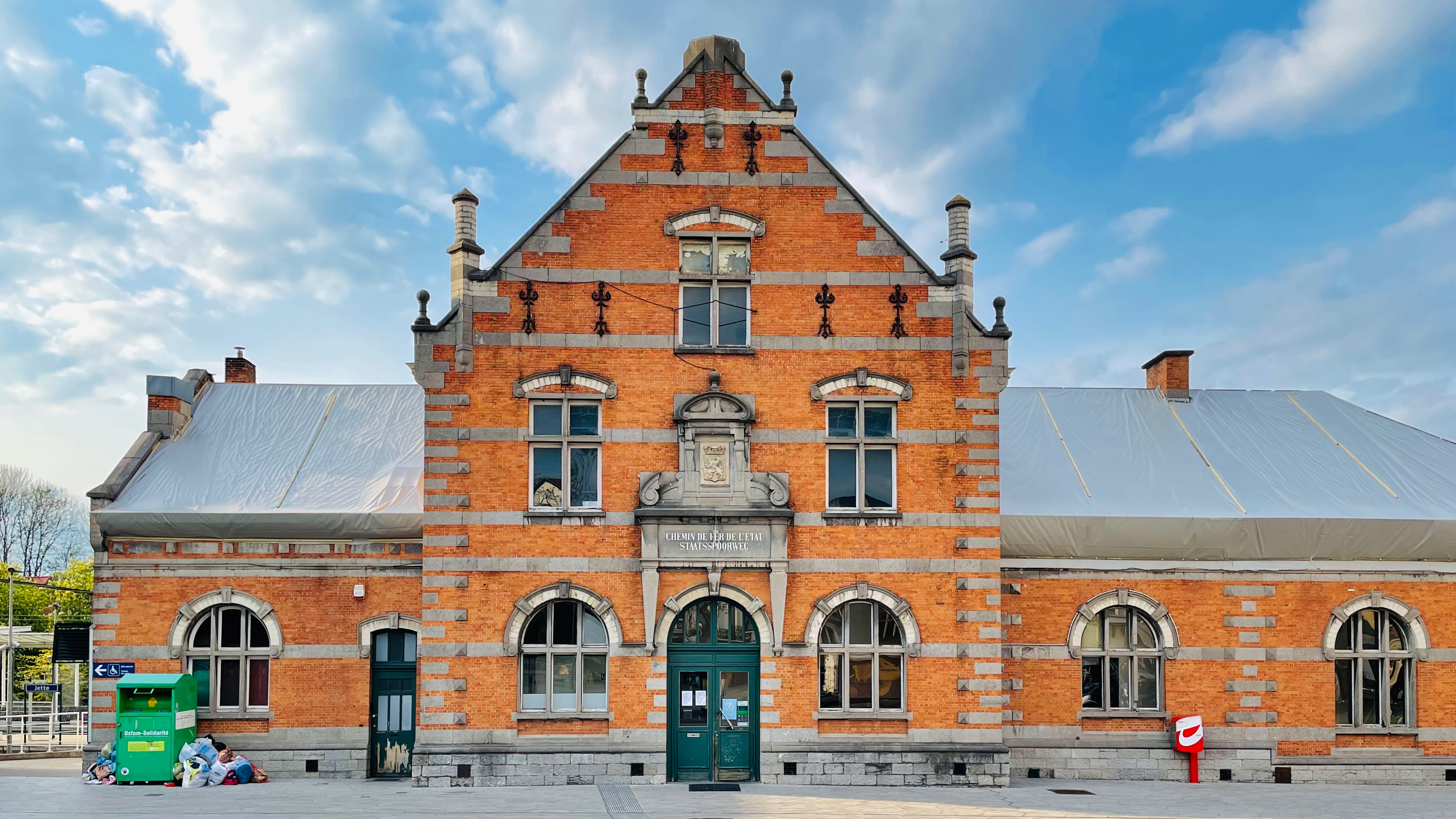
Gare de Jette

En 1856, une ligne de chemin de fer Bruxelles-Nord-Denderleeuw-Gand a été créée mais ce n’est que le 20 septembre 1858 qu’apparait le point d’arrêt de Jette. La gare de Jette de style éclectique, a été créée par l’architecte Franz Seulen et est devenue partiellement classée comme monument. C’est en 1995, que le classement a été définitif, on classe les façades ainsi que les toitures de la gare.
D’après l’arrêt du gouvernement de la région de Bruxelles-Capitale du 13 avril 1995, « Par son caractère imposant, cette gare inspirée du style néo-renaissance flamande est une architecture remarquable. Elle constitue un exemple typique de l’architecture ferroviaire du XIXe siècle ».
En 2020, la gare de Jette est desservie à l’arrêt « Jette » par la ligne de tram 19 et des bus du réseau STIB.[pas clair]

### Stuyvenberg
- 1948[4]

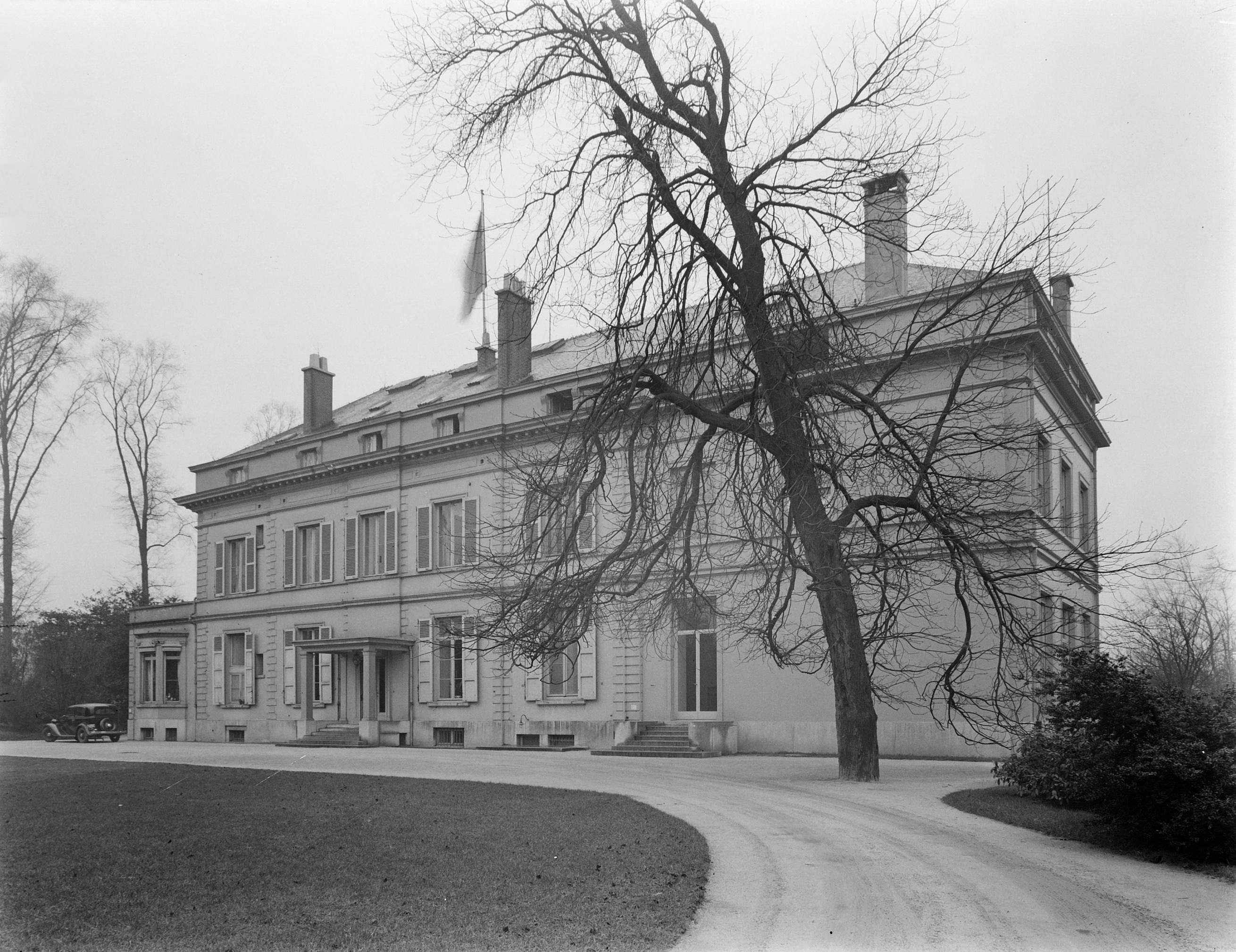
Le château du domaine de Stuyvenberg.

- Square prince Léopold, 1020 Bruxelles
- Public
- Square

Le domaine de Stuyvenberg est une donation, sous Léopold ll, à la Région de Bruxelles-Capitale pour en faire un parc public destiné à la famille royale. Il possède une superficie de 21 hectares et abrite plusieurs bâtiments tels que le château du Stuyvenberg, une ferme-château, des indépendances, la villa Schoonenberg, ainsi que le jardin.
Le château, aussi appelé le Stelebosch datant de 1840, est une construction blanche de style néoclassique. Des membres de la famille royale ainsi que des personnalités de passage y ont logé.
La ferme-château, ou la ferme rose est un bâtiment datant du XVIIIe siècle, c’est le plus ancien bâtiment du domaine. En 1725, la ferme-château, en brique rouge, subira des modifications avec l’ajout d’une tour à cinq étages. Et en 1890, il sera utilisé comme literie royale. En 1889, des rénovations par les architectes Alphonse Balat et Élie Lainé seront effectuées dans le domaine par l’ajout d’une enceinte encerclant celui-ci ainsi que la création d’une passerelle reliant les deux châteaux. La villa de Stuyvenberg fut construite beaucoup plus tard, en 2002 pour la princesse Astrid. Les jardins ont été créés au XIXe siècle. Les vergers et les jardins sont dessinés par Lainé, et les serres, dessinées par Henri Maquet.
Le jardin est aujourd’hui exploité par Bruxelles environnement, et les serres encore existantes sont laissées à l’abandon.

### Église Saint-Pierre
- 1880[6]

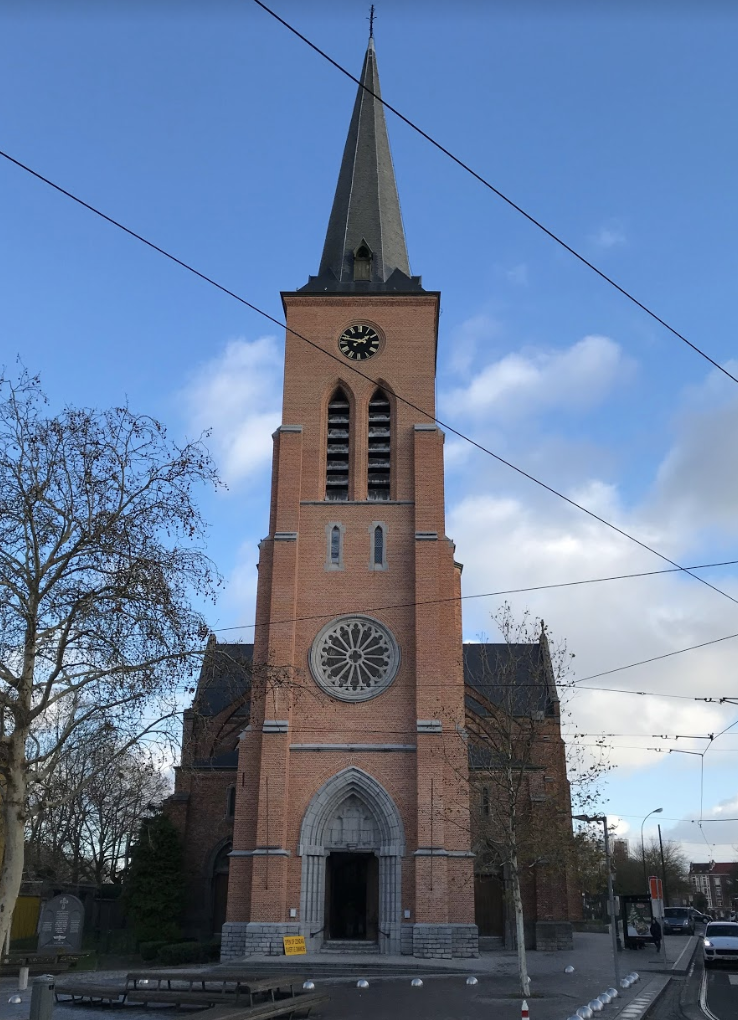
L'église Saint Pierre, à Jette

- Place Cardinal Mercier 51, 1090 Jette
- Public
- Édifice religieux

Sur la place Cardinal Mercier de Jette, se dresse l’église Saint-Pierre. C’est Charles Demaeght (également architecte de l’église Saint-Lambert de Laeken), qui a mené sa construction de 1878 à 1880. De style néogothique, son plan au sol est en croix latine et ses façades sont en briques rouges.
L’église Saint-Pierre n’est cependant pas la première de ce nom à Jette. En effet, sur cette même place Cardinal Mercier, se dressait auparavant l’ancienne église paroissiale, plus petite, qui datait de 1095. La nouvelle a d’ailleurs hérité des horloges et du mobilier de son ainée. Les travaux de rénovation de la place de 2011 ont également mis au jour des tombes de l’ancien cimetière l’entourant jadis.
Bien qu’elle abrite du mobilier ancien tel que des fonts baptismaux en pierre datant de 1597 ou encore des confessionnaux du début du XVIIIe siècle, son véritable joyau est sans contexte son orgue. L’orgue de l’ancienne église n’a pas pu être récupéré car il était trop petit pour le nouveau bâtiment. Lors de son inauguration le 3 juillet 1880, la priorité des paroissiens était donc de munir leur église d’un orgue. Mais faute de fonds, l’église en resta démunie pendant encore 18 ans car l’orgue ne fut commandé aux frères Adrien et Salomon Van Bever qu’en 1896.
Il sera finalement inauguré juste avant Pâques le 4 avril 1898 par le cardinal Pierre-Lambert Goossens, archevêque de Malines.

### Square prince Léopold
- 1948[9]

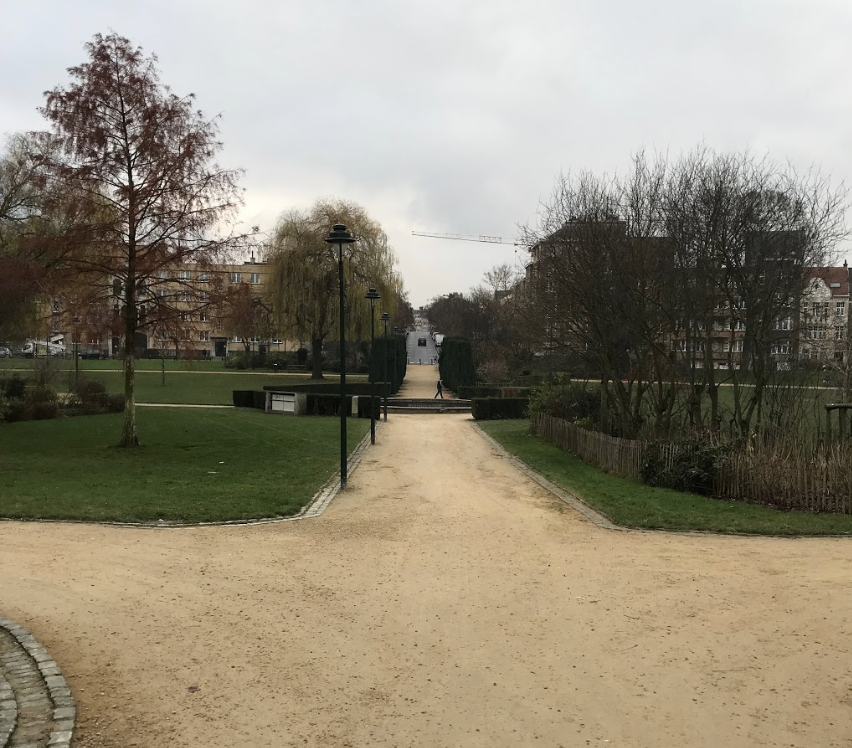
Square Prince Léopold de Bruxelles

- Square prince Léopold, 1020 Bruxelles
- Public
- Square

Le square Prince Leopold,, d’une superficie de 2,2 Ha, est tracé en 1948 par l’architecte paysagiste René Pécher . Jadis, le lieu était traversé par le Molenbeek (rivière prenant sa source à Lellik, et traversant Ganshoren, Jette et Laeken) qui était une sorte d’égout à ciel ouvert. C’est sous Léopold II, dans le but d’assainir les abords du domaine Royal de Laeken, que la rivière fût voûtée et munie d’un collecteur au cours du XXe siècle. Le square accueille huit rues ; rue Jean Heymans, rue Jean Laumans, rue Duysburgh, rue Ledeganck, rue Emile Delva, rue Charles Ramaekers, rue Alphonse Wauters, et la rue Pierre Strauwen.
Jusqu’en 1993, le tram 81 traversait le parc, et c’est en 2004, lors de la rénovation des voiries du square, qu’une piste cyclable y sera introduite. Le square possède des essences rares reprises dans l’inventaire scientifique telles qu’un peuplier de Simon et un gainier de Judée.

### Parc et jardin Jean Sobieski
- 1975[13]

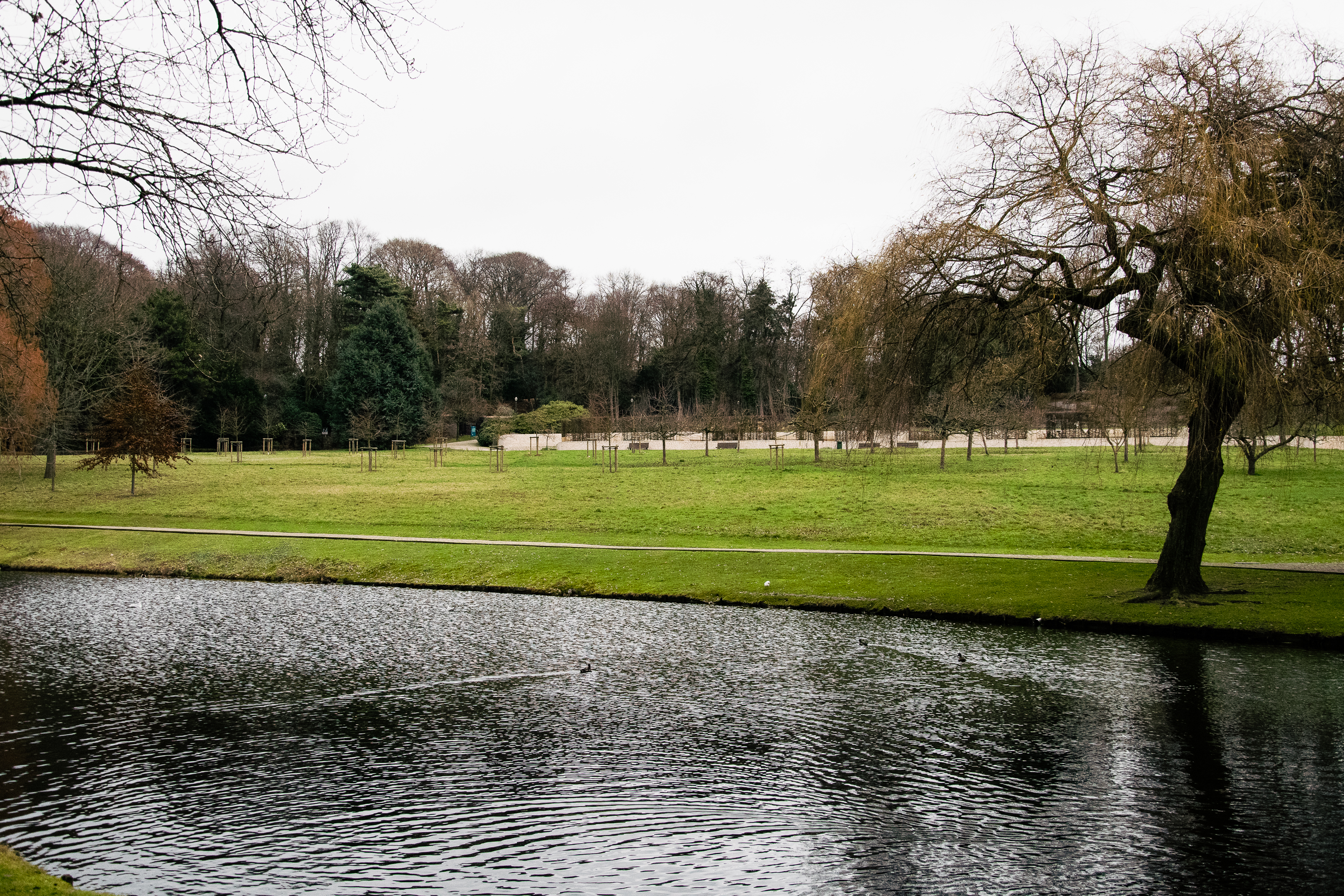
Parc Sobieski de Bruxelles

- Avenue Jean-Sobieski, 1020 Bruxelles
- Public
- Parc Public

Au début du XXe siècle, le Parc Jean Sobieski faisait partie des jardins royaux et était un vaste ensemble horticole composé d’arbres fruitiers, tels que des vignes, des pêchers, des abricotiers, etc. Lors des réceptions et dîners prestigieux, les convives pouvaient directement cueillir leur dessert. C’est en 1975 que les fruitiers ne seront plus productifs et que la famille royale fera une donation du parc à la Région de Bruxelles-Capitale à condition que celui-ci soit transformé en parc public. Le parc de 2,25 ha sera restauré au même moment.
Cet espace vert est de forme carrée, il présente un dénivelé important, et possède des végétaux tels que le Catalpa et le Saule pleureur qui sont repris sur la liste des arbres remarquables de la région de Bruxelles-Capitale.
Le parc est en contact direct avec les jardins du fleuriste et le jardin colonial de Laeken (un jardin d’acclimatation pour les plantes du Congo, créé au début du XXe siècle par le botaniste Emile Laurent). Sa dénomination est un hommage au roi de Pologne Jean III Sobieski.

### Basilique du Sacré-Cœur de Bruxelles
- 1905[16]

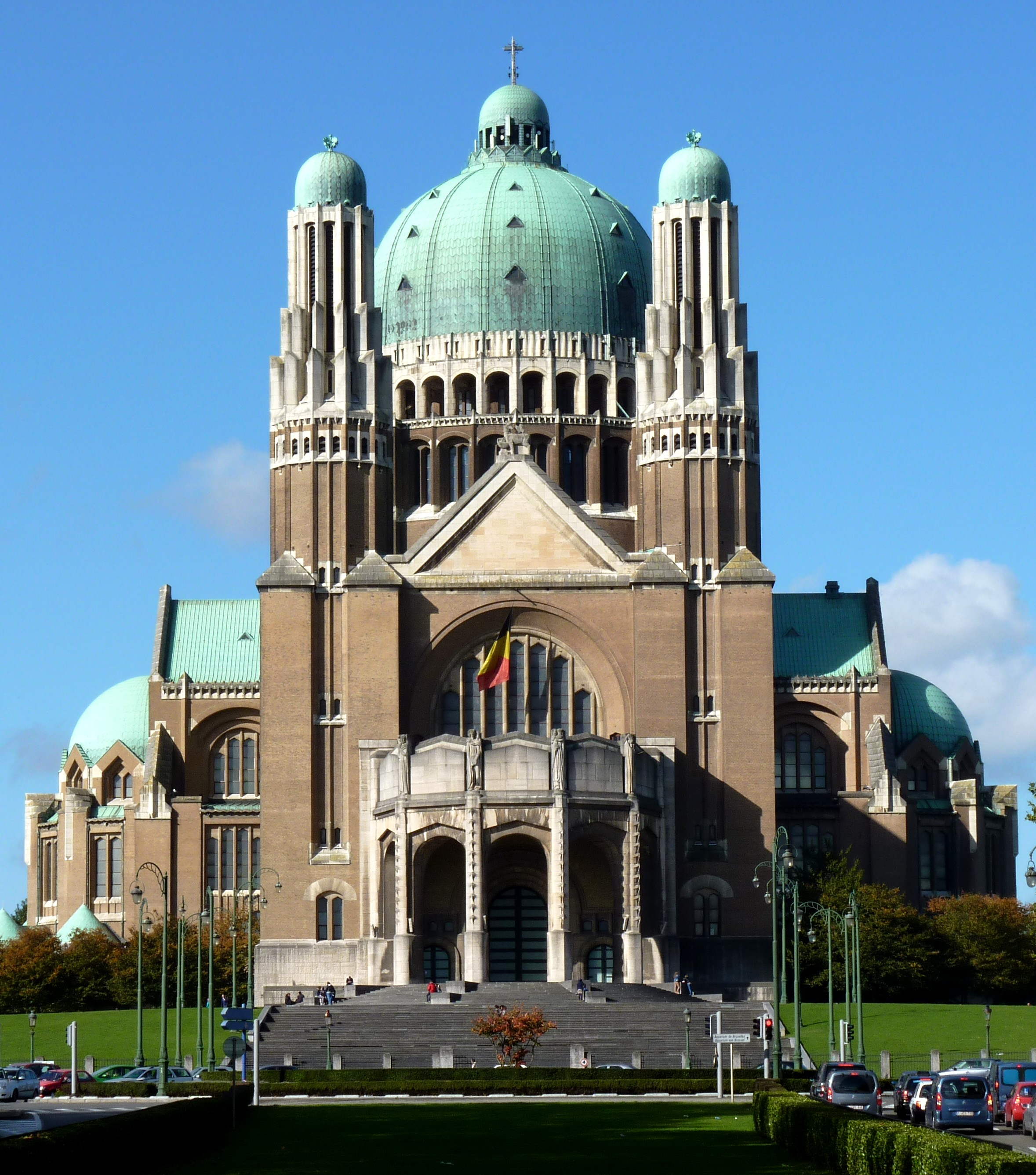
La basilique du Sacré-Cœur, à Bruxelles

- Basilique de Koekelberg, 1083 Bruxelles.
- Public
- Édifice religieux

La Basilique du Sacré-Cœur est un édifice religieux catholique situé à cheval sur les communes de Koekelberg et de Ganshoren dans la région bruxelloise, sur le plateau de Koekelberg. Appartenant au patrimoine universel de l’UNESCO, cette cinquième plus grande église du monde constitue un chef-d’œuvre de l’Art Déco. Elle a été conçue au début du XXe siècle comme monument national et, après la première Guerre mondiale, comme lieu de pèlerinage.
Le plateau de Koekelberg suscitait déjà l’attention de Léopold Ier qui envisageait d’y construire une résidence royale dominant Bruxelles. C’est cependant Léopold II qui, aspirant à « une Belgique plus grande, plus forte et plus belle », prévoit d’y tracer une allée solennelle qui doit mener à un panthéon des Belges. En effet, dans la perspective de la célébration du cinquantenaire du pays, Léopold II suggère, en 1878, vu la perspective que créera le futur boulevard Léopold II, d’édifier tout en haut du plateau de Koekelberg, un panthéon dédié aux héros nationaux.
Cependant, ce projet considéré trop laïque pour la bourgeoisie catholique au pouvoir, déplait. Le projet ne parvient pas à faire l’unanimité, ni à rassembler les fonds nécessaires et sera finalement abandonné. Leopold II acceptera que le terrain de Koekelberg soit cédé par la Compagnie immobilière de Belgique à l’Église catholique car c’est, dit-on, en 1902, au retour d’une visite du chantier finissant du Sacré-Cœur de Montmartre que Leopold II aurait eu une autre idée : doter Bruxelles d’une basilique nationale encore plus grande celle de Paris. Il s’agira donc d’une basilique nationale dédiée au Sacré-Cœur de Jésus. L’acte de donation du terrain de 3,32 hectares sera signé en décembre 1902. C’est le 12 octobre 1905 que Léopold II posera à Koekelberg la première pierre de la Basilique dont l’architecture a été pensée selon un style néogothique colossal par l’architecte Pierre Langerock.
En 1914, plusieurs facteurs mettront cependant fin à une construction qui n’avait jusqu’alors pas beaucoup progressé dont : le coût de l’entreprise, la mort du roi qui comptait financer partiellement la construction avec les fonds qui lui venait du Congo et pour finir, la déclaration de la guerre. Le chantier redémarra en 1926, cette fois d’après les plans plus réalistes d’Albert Van Huffel. Il propose une basilique s’inspirant du style néobyzantin, mais aussi du Bauhaus et du Deutscher Werkbund, en béton armé paré de briques et de terracotta. Consacrée en 1951, la Basilique fut définitivement achevée en 1970

### Station de Wand
- 1958[20]
- Station de wand, 1020 Bruxelles
- Public
- Station de tram / Transport

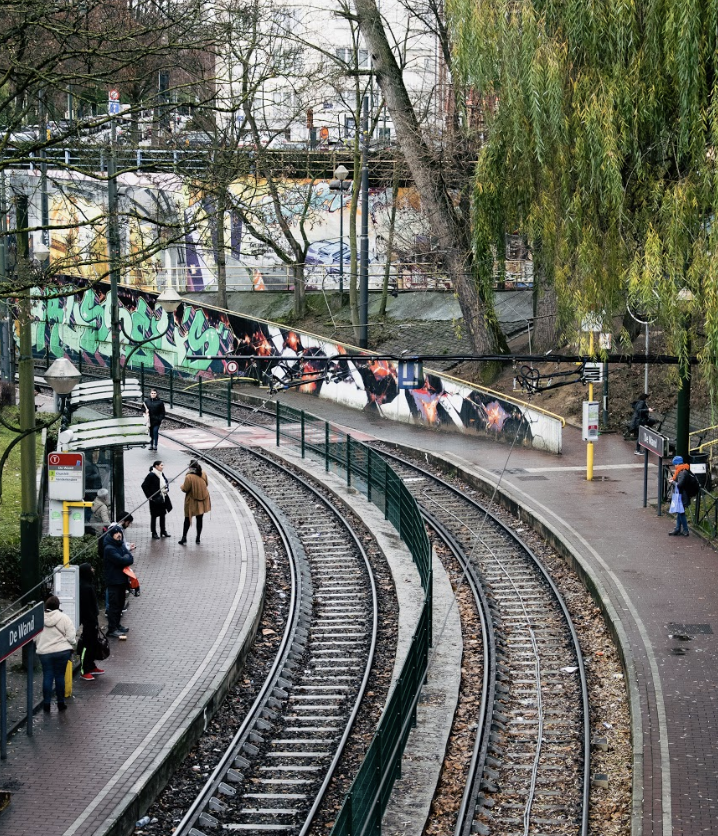
Station de Wand à Bruxelles

Située à Laeken, la station De Wand était, à l’origine, une tranchée créée à l’occasion de l’Exposition universelle de 1958. Cet espace a, au fur et à mesure, été transformé durant les années 70 en terrain de jeux pour les jeunes du quartier et les graffeurs.
En effet, au fil du temps, cet espace est devenu un des lieux mythiques du graffiti à Bruxelles. De grands artistes y ont laissé leur marque, notamment entre la fin des années 80 et début des années 90. Lorsque De Wand est devenue une station de tram en tant que telle, les ouvriers chargés de repeindre l’espace ont pris le soin de contourner certaines fresques pour les laisser visibles au public.
Depuis août 2007, la station De Wand constitue un lieu remarquable car, à la suite de plaintes récurrentes de riverains concernant l’état de vétusté et de délabrement de la station, Pascal Smet, ministre bruxellois de la Mobilité, a pris la décision d’accorder à la station un coup de rafraîchissement. En effet, l’état de propreté des parois ainsi que les peintures des murs s’écaillant, le lieu accentuait le sentiment d’insécurité des usagers.
De ce fait, une première phase du travail a été réalisée sur 1 500 m2 durant le mois d’août 2007 par l’ASBL Tarantino, qui regroupe trente artistes graffeurs. Le résultat ayant été perçu positivement par les riverains et par Bruxelles Mobilité, une seconde phase a eu lieu durant l’été 2008 pour agrandir la fresque sur 3000 autres m². Ce lieu haut en couleur s’est agrandi au fil des années pour devenir la plus grande fresque d’Europe (4 500 m2).
La station De Wand constituant un lieu de passage symbolique entre la périphérie et le centre de Bruxelles, les thématiques du voyage et de la promenade sont largement traitées. On y trouve des cartes postales, un voyage imaginaire dans une ville futuriste ou dans le monde de l’enfance ainsi qu’un dragon aux couleurs flamboyantes faisant un clin d’œil à la Tour Japonaise non loin de la station.

### Parc Élisabeth
- Fin XIXe siècle[24]
- Parc Élisabeth, 1081 Koekelberg
- Public
- Parc / Espace vert

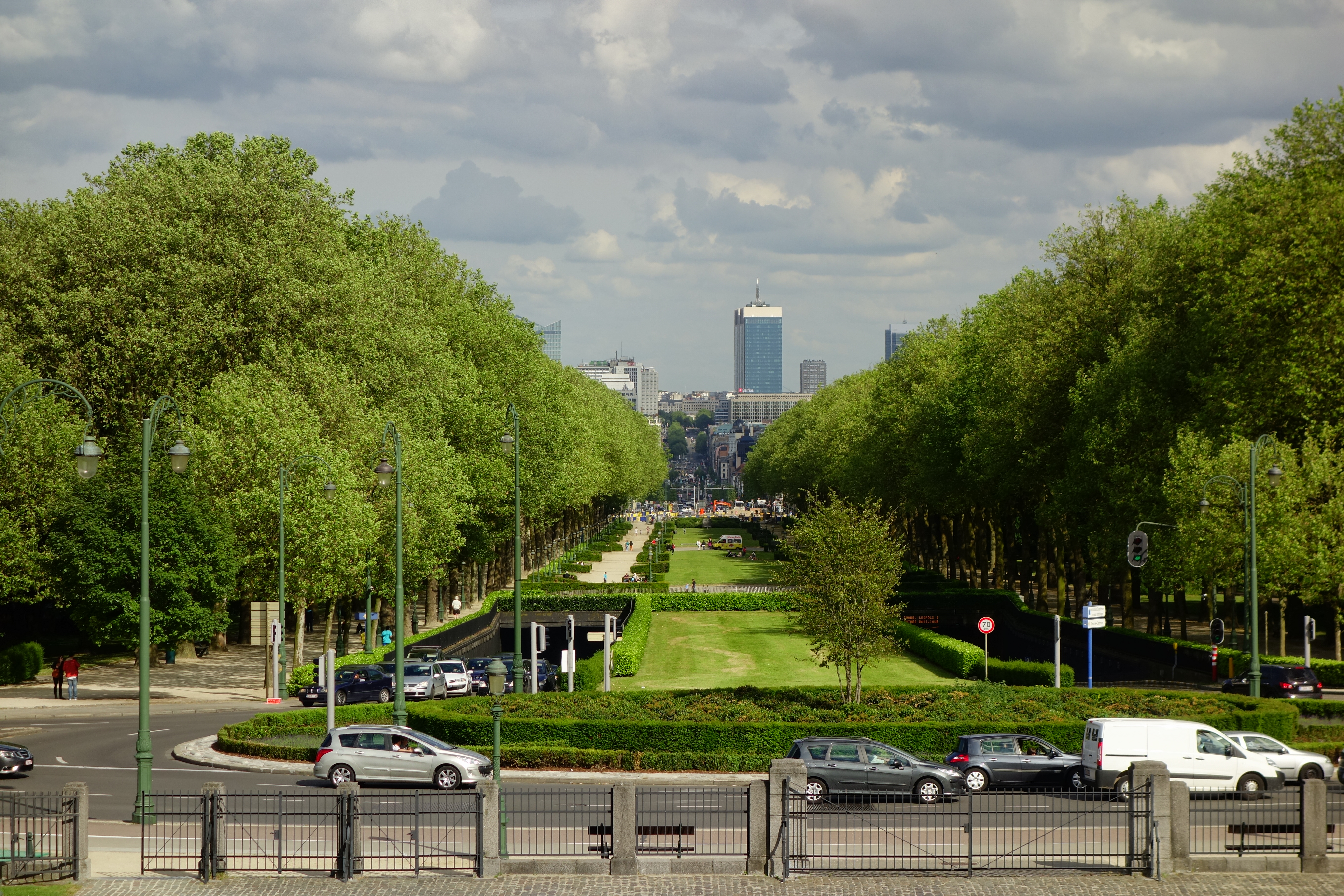
Parc Élisabeth à Bruxelles.

À cheval sur les communes de Koekelberg et Ganshoren, les allées arborées du Parc Élisabeth créent l’une des plus longues et des plus belles perspectives de Bruxelles faisant plonger la Basilique de Koekelberg vers le jardin Botanique, en suivant le boulevard Léopold II.
La création du parc remonte à la seconde moitié du XIXe siècle, période durant laquelle Koekelberg subit une phase d’urbanisation faisant partie des projets d'embellissement de la capitale voulus par Léopold II. En effet, le souverain avait opté en 1867, pour l'urbanisation du site dans le cadre des embellissements de Bruxelles. Le projet comportait la création d'un nouveau quartier, relié au centre-ville par un grand boulevard (boulevard Léopold II) et d’un parc (le parc Elisabeth). La Compagnie foncière du Quartier royal de Koekelberg, chargée du financement des travaux et du lotissement s’engage à céder à la commune une parcelle de plusieurs hectares dans le but de créer un grand parc public dans la continuité du futur boulevard Léopold II. Les travaux s’étaleront de 1870 et 1891 et on verra apparaitre le parc Elisabeth ainsi que toutes les avenues qui le bordent aujourd’hui.
Protégé par la Région de Bruxelles-Capitale depuis le 14 juillet 2006, le parc Élisabeth constitue un espace vert de 21 hectares et a été conçu dans le même esprit que le parc du Cinquantenaire. En effet, on trouve dans ce parc historique une allée centrale qui constitue la colonne vertébrale de cette grande promenade. Le parc se compose d’une berme gazonnée, sertie de deux allées arborées qui reproduisent dans leur tracé le « L » en référence au monogramme royal.
À la fin des années cinquante, le Parc Élisabeth sera coupé en deux à la suite de la construction d’un passage de l’autoroute urbaine qui devait être créé afin de drainer les visiteurs de l’Exposition universelle de 1958. Cependant, en 1985, la création du tunnel Léopold II fit passer en sous-sol la circulation du viaduc et ainsi, l’allée centrale du parc a pu être réaménagée. Depuis, le parc a retrouvé sa vocation initiale, à savoir un lieu de promenade, une aire de repos dans laquelle on trouve un décor végétal diversifié.
De plus, le parc accueille, de nos jours, de multiples évènements comme le festival de musique Plazei et a accueilli de 1992 à 2006 les quatorze premières éditions de l’Euroferia.